# 莫斯科專員轄區
莫斯科專員轄區（德語：Reichskommissariat Moskowien），又譯莫斯科維恩專員轄區或莫斯科維亞專員轄區，為納粹德國在第二次世界大戰時期中，預設的一個專員轄區，計劃於蘇德战争中擊敗蘇聯後建立，管轄範圍包括俄羅斯歐洲部分的中部和北部。該轄區曾計劃擴大為俄羅斯專員轄區，直至烏拉爾山，但由於納粹德國在東線的失敗而未能實現。

## 轄區規劃

1941年秋季，在颱風行動期間的東線戰場

轄區的行政首都初步提議為莫斯科，是俄羅斯的歷史和政治中心。1941年秋季「颱風行動」推進莫斯科之際，希特勒下令仿效列寧格勒圍城戰與基輔戰役，將莫斯科徹底摧毀，並屠殺其400萬居民，摧毀其作為布爾什維克潛在的抵抗中心。德國擬定以開啟莫斯科運河的閘門，製造大型人工湖，以覆蓋莫斯科。
向莫斯科推進的過程中，奧托·斯科爾茲內（Otto Skorzeny）受命奪取這些水壩設施。
1941年7月16日的一次會議上，希特勒闡述對德國將要佔領的東部領土劃分的期望。克里米亞半島及其北部廣闊的內陸地區（包括烏克蘭南部的大部分地區）中的外國人士將被“肅清”，改由德國人居住，成為德國國土的一部分。前奧地利的加利西亞地區也將以類似的方式處理。此外，波羅的海國家、伏爾加德意志人蘇維埃社會主義自治共和國和巴庫地區將作為軍事租界，一併併入德國。

## 國家專員
阿佛烈·羅森堡於1941年4月7日提議由埃里希·科赫擔任莫斯科專員轄區的專員。羅森堡在一份備忘錄中寫道：
本次佔領的性質，將與波羅的海沿岸省份、烏克蘭和高加索地區的佔領完全不同。將以鎮壓任何俄羅斯或布爾什維克抵抗力量為目標，軍事及政治領導層皆需一位果斷決絕的領導人物，其所交付任務無需備案。——阿爾弗雷德·羅森堡，1941年4月7日備忘錄
科赫在同年六月拒絕了此項任命，據羅森堡表示，此職位「負面影響甚鉅」，之後被調往烏克蘭擔任國家專員。希特勒提議由威廉·庫貝（Wilhelm Kube）接任，但戈林和羅森堡認為庫貝已年老，因而否決了這一提議，轉而將庫貝派往白俄羅斯。最終任命了親衛隊上級集團領袖（Obergruppenführer）齊格弗里德·卡舍，其為當時德國駐薩格勒布的特使。
漢堡參議員兼親衛隊集團領袖威廉·馮·阿爾沃登（Wilhelm von Allwörden）則力爭任命為莫斯科地區的經濟事務專員。希姆萊反對任命卡舍，認為其衝鋒隊背景令人擔憂，並向羅森堡表達了卡舍「僅為辦公室人員，缺乏活力與魄力，且公開反對黨衛軍」的疑慮。
埃里希·馮·德姆·巴赫-策萊夫斯基（Erich von dem Bach-Zalewski）將擔任該轄區的黨衛隊和警察領袖，因此被分配到中央集團軍擔任“俄羅斯中部黨衛軍和警察領袖”。當時在盧布林的黨衛軍和警察領袖奧迪洛·格洛博奇尼克則負責領導葉卡捷琳堡（Sverdlovsk）專區，即莫斯科地區最東端的區域。羅森堡建議由沃爾夫-海因里希·馮·赫爾多夫擔任雅羅斯拉夫爾地區的專員。

## 註腳
1. ↑  羅森堡曾計劃利用蘇聯境內非俄羅斯族群（波羅的海國家、烏克蘭人等），將德軍入侵描繪成將他們從俄羅斯統治下解放出來，並承諾給予他們政治獨立；但該計劃被否決。